# Carex alba
Espèce
Classification phylogénétique
Carex alba, la Laîche blanche, est une espèce de plantes herbacées du genre Carex et de la famille des Cyperaceae.

## Description
Sa tige grêle et presque lisse est haute de 15 à 40 cm. Ses feuilles très étroites sont presque aussi hautes que la tige.
L'épi mâle est solitaire, souvent dépassé par l'épi femelle.

## Habitat
Carex alba est présent dans les bois et les pâturages calcaires.
Il pousse en Amérique boréale et en Europe centrale. En France, on le trouve dans 26 départements de l'est de l'Alsace au Var.

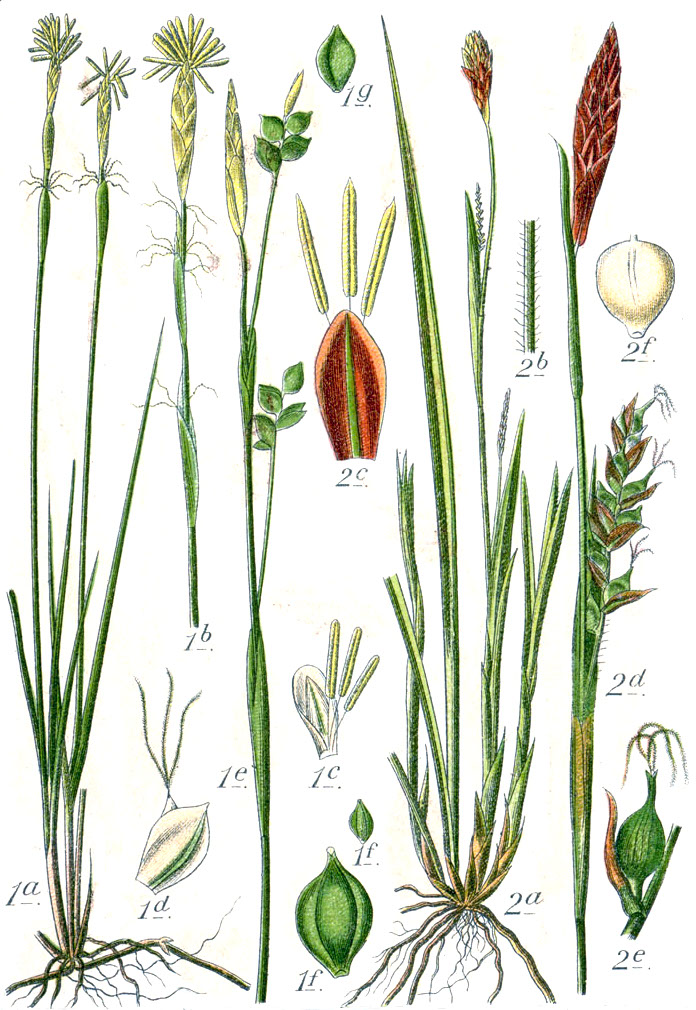
Flore par Jacob Sturm. Carex alba est représenté sur la partie gauche de la planche.